# Cité (Métro Paris)

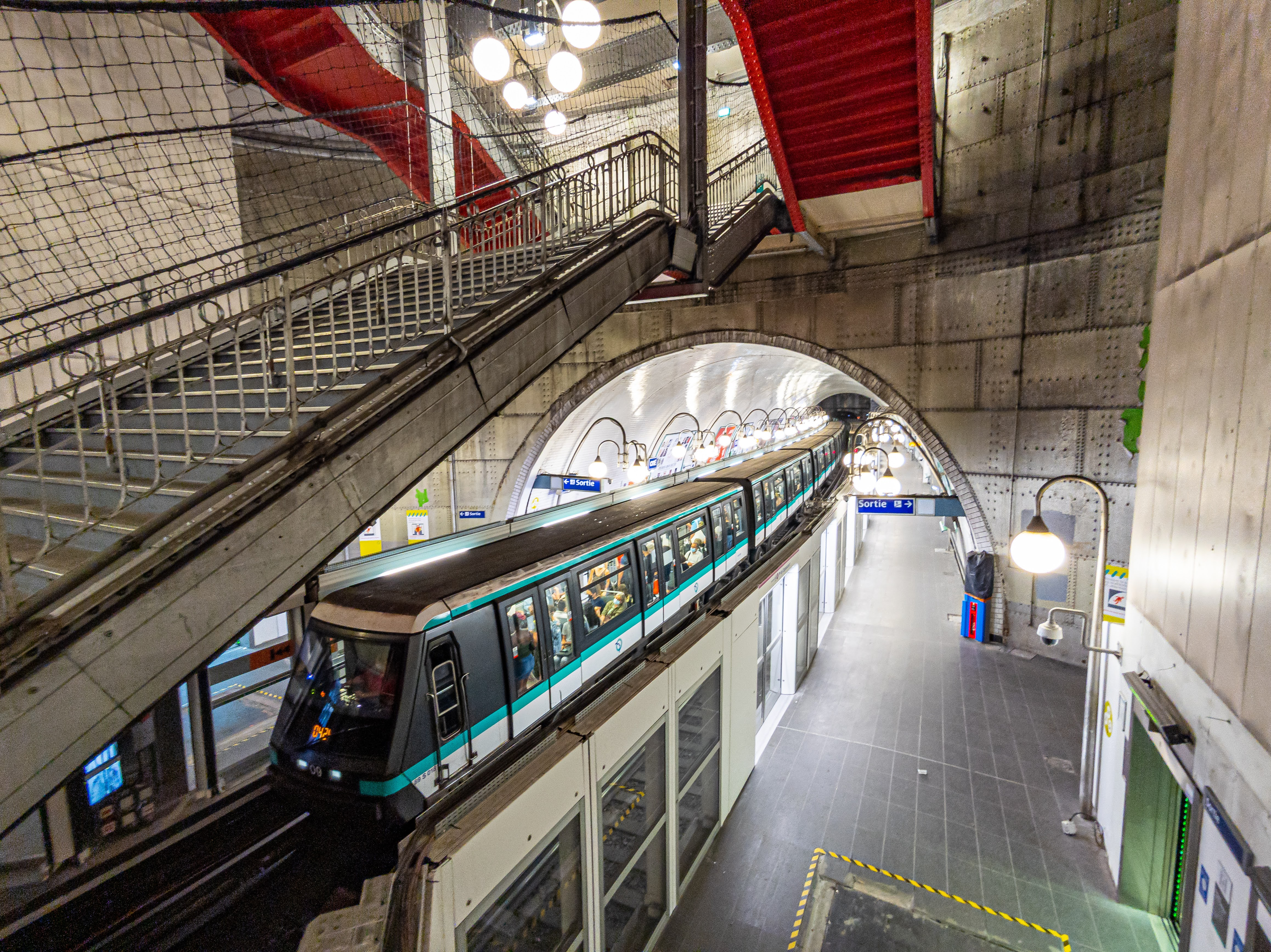
Südlicher Caisson mit Treppenaufgang, Zug der Baureihe MP 89 CC

Cité [site] ist eine unterirdische Station der Linie 4 der Pariser Métro.

## Lage
Cité ist die einzige Métrostation auf der Île de la Cité im Herzen von Paris. Die Seineinsel befindet sich im Quartier Notre-Dame des 4. Arrondissements, die Station liegt in großer Tiefe unter der Place Louis Lépine.

## Name
Namengebend ist die Île de la Cité (dt. etwa: Altstadtinsel), die Keimzelle der Stadt Paris. Bereits im 3. Jahrhundert v. Chr. ist dort der keltische Stamm der Parisier nachweisbar.

## Geschichte
Die Station (Arbeitstitel: La Cité) wurde am 9. Januar 1910 als Teil der Verbindung zwischen dem 1908 eröffneten Nordast und dem 1909 eröffneten Südast der Linie 4 in Betrieb genommen. An jenem Tag erfolgte die Aufnahme des durchgehenden Betriebs der Linie 4 zwischen Porte de Clignancourt im Norden und Porte d’Orléans im Süden.
Die verspätete Eröffnung des zentralen Teilstücks war durch Schwierigkeiten beim Bau der Strecke unterhalb der Seine hervorgerufen worden. Die Tunnel und die Station Cité wurden im Senkkastenverfahren (Senkkasten frz.: Caisson) errichtet. 

## Beschreibung
Die leicht gekrümmte Station weist unter einem gefliesten Gewölbe Seitenbahnsteige an zwei parallelen Streckengleisen auf. Aufgrund der nahen Unterquerungen der beiden Seinearme liegt sie mit 19,83 m unter der Straßenoberfläche weit tiefer als die meisten Pariser Métrostationen.
Wegen des nassen Bodens wurden wie bei den Seinequerungen Caissons verbaut, die vor Ort gefertigt wurden. Der zentrale Senkkasten mit der Form eines Rundbogens ist 66 m lang, 12,50 m hoch und 16,50 m breit. Er wurde horizontal in der Baugrube versenkt und nimmt den Mittelteil der Station auf. An beiden Enden befinden sich vertikal verbaute elliptische Caissons, die von der Sohle bis zum Straßenniveau reichen. Sie nehmen, neben den Gleisen und Bahnsteigen, die Treppenaufgänge und (südlicher Caisson) die Aufzugsanlage auf. Die drei Senkkästen ergeben addiert die für Paris ungewöhnliche Stationslänge von 118 m.
Der nördliche Caisson verbindet die Station mit der Préfecture de police und dem Palais de Justice. Der einzige Zugang von der Straße, von Hector Guimard im Jugendstil gestaltet, führt in den südlichen Caisson.

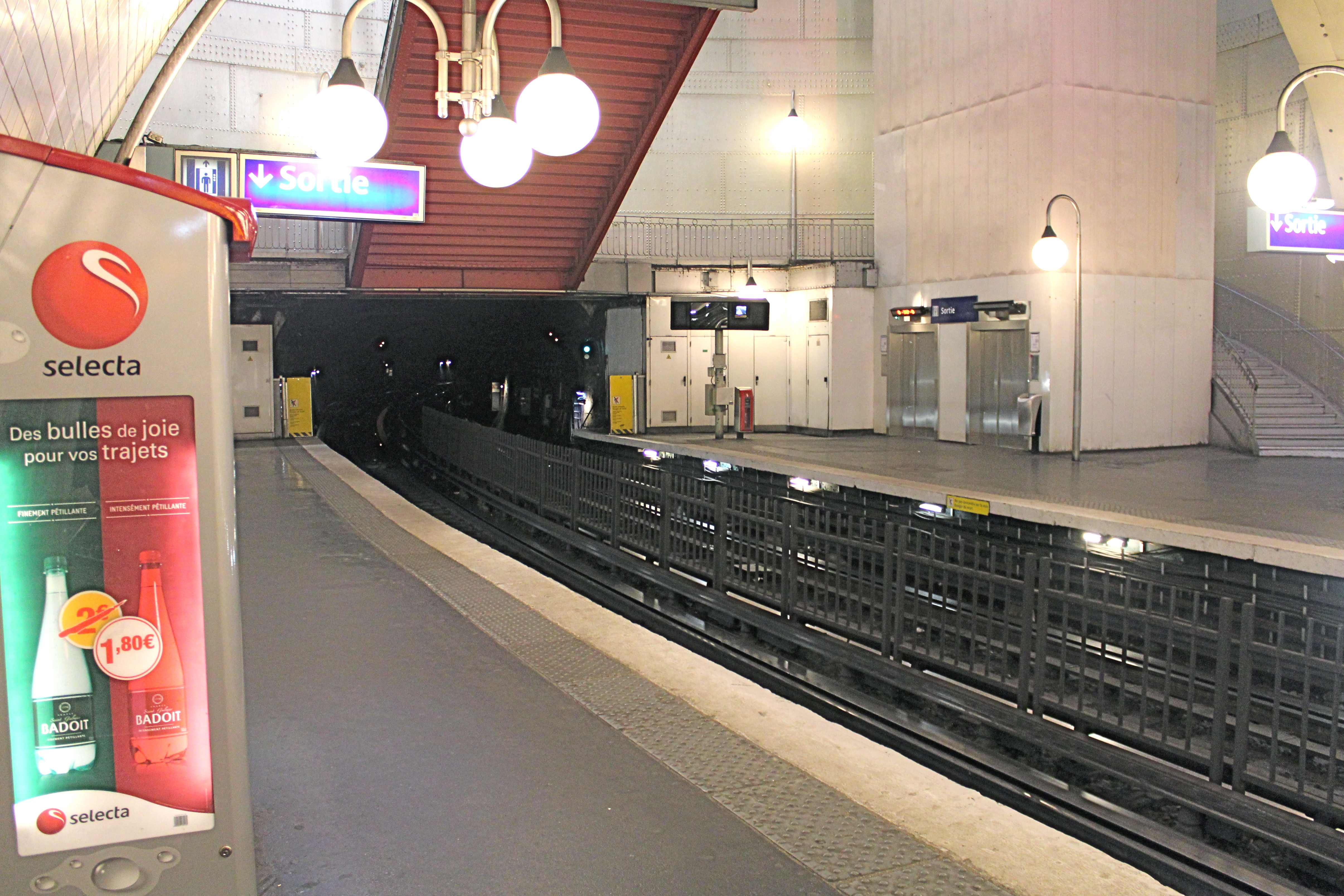
Südlicher Tunnelmund, Caisson mit Aufzügen, vor dem Einbau der Bahnsteigtüren
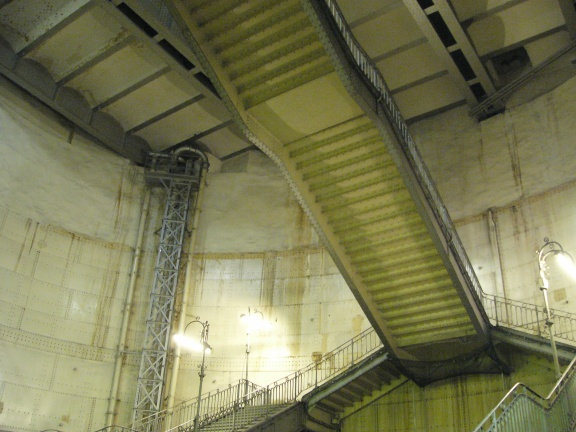
Treppe im Oberteil des Caissons
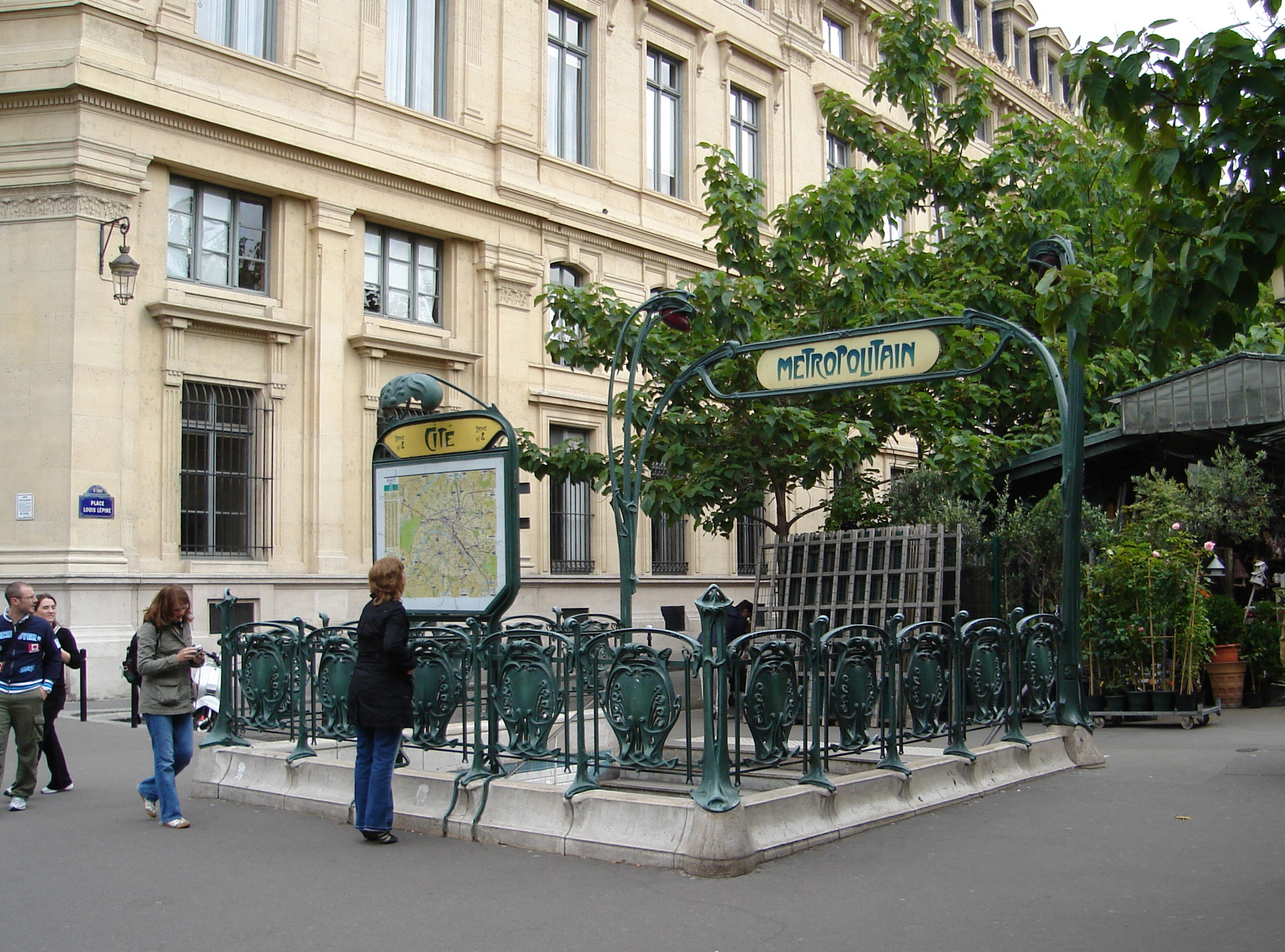
Von Hector Guimard entworfener Jugendstil-Zugang, dahinter das Gebäude des Tribunal de commerce de Paris

## Fahrzeuge
Auf der Linie 4 verkehrten bis 1928 Fünfwagenzüge aus zunächst drei zweimotorigen, später zwei viermotorigen Triebwagen und Beiwagen. Sie wurden durch Sprague-Thomson-Züge abgelöst, die in den Jahren 1966/67 sukzessive durch gummibereifte Sechswagenzüge der Baureihe MP 59 ersetzt wurden. Seit 2011 ist auf der Linie 4 die Baureihe MP 89 CC im Einsatz. Die Umstellung auf fahrerlose Züge der Baureihen MP 89 CA, MP 05 und MP 14 wurde 2024 abgeschlossen.

## Umgebung
Sehenswürdigkeiten wie die Kathedrale Notre-Dame de Paris, die Sainte-Chapelle, das Palais de Justice und die Conciergerie befinden sich in unmittelbarer Nähe der Station.